# Извеков, Антон Викторович
Антон Викторович Извеков (укр. Антон Вікторович Ізвеков; род. 30 мая 1981) — украинский футболист, полузащитник. Провёл более 250 матчей на профессиональном уровне.

## Биография
Начал карьеру в «Машиностроителе» из Дружковки Донецкой области, выступавшей во Второй лиге Украины. На профессиональном уровне дебютировал 2 августа 1999 года в матче против черниговской «Десны» (1:1). Спустя два года перешёл в донецкий «Металлург», но выступал за вторую команду, с которой занял третье место во Второй лиге.
В сезоне 2002/03 играл сразу в трёх клубах — сумском «Спартаке», золочевском «Соколе» и черниговской «Десне». В стане последней в последующем дважды завоёвывал серебро Второй лиги. Летом 2005 года перешёл в днепродзержинскую «Сталь», являясь основным игроком команды в течение трёх сезонов Первой лиги Украины. Вместе с командой доходил до 1/4 финала Кубка Украины, где «Сталь» уступила симферопольской «Таврии». После вылета «Стали» из Первой лиги по итогам сезона 2007/08, Извеков присоединяется к «Севастополю». Игра за «моряков» привлекла внимание селекционеров «Таврии» из Высшей лиги, но по итогам просмотра Извеков покинул расположение клуба. Единственным голом за «Севастополь» Извеков отличился в матче против «Прикарпатья» (3:0). По итогам сезона 2009/10 «Севастополь» занял первое место в Первой лиге и впервые завоевал путёвку в Премьер-лигу Украины.
Тем не менее, на высшем уровне Извекову сыграть не удалось, поскольку накануне старта следующего сезона он был отдан в аренду в харьковский «Гелиос», выступавший в Первой лиге. Зимой 2011 года вернулся в расположение «Севастополя», но сразу покинул клуб в статусе «свободного агента». После этого Извеков завершил выступления на профессиональном уровне и в дальнейшем играл за любительские клубы Донецкой области. В 2014 году стал тренером футбольной академии донецкого «Олимпика». С 2015 по 2018 год играл за различные команды в чемпионате ДНР. Выступал за сборную ДНР. Тренировал детскую команду «Кировец».
Летом 2020 года в возрасте 39-лет был заявлен за керченский «Океан», участвовавший в Премьер-лиге Крымского футбольного союза. В составе команды отметился хет-триком в ворота бахчисарайского «Кызылташа» (4:3), что позволило команде покинуть зону вылета и остаться в Премьер-лиге КФС в следующем сезоне. Покинул команду летом 2021 года.

## Достижения
- Победитель Первой лиги Украины: 2009/10
- Серебряный призёр Второй лиги Украины (2): 2003/04, 2004/05
- Бронзовый призёр Второй лиги Украины: 2001/02

## Статистика
| Клуб                    | Сезон   | Лига                | Лига  | Лига | Кубок | Кубок |
| Клуб                    | Сезон   | Дивизион            | Матчи | Лиги | Матчи | Лиги  |
| ----------------------- | ------- | ------------------- | ----- | ---- | ----- | ----- |
| Машиностроитель         | 1999/00 | Вторая лига Украины | 23    | 2    | 1     | 0     |
| Машиностроитель         | 2000/01 | Вторая лига Украины | 28    | 4    | 1     | 0     |
| Металлург-2             | 2001/02 | Вторая лига Украины | 19    | 1    |       |       |
| Спартак (Сумы)          | 2002/03 | Первая лига Украины | 4     | 0    | 1     | 0     |
| Сокол (Золочев)         | 2002/03 | Первая лига Украины | 4     | 0    |       |       |
| Десна                   | 2002/03 | Вторая лига Украины | 9     | 1    |       |       |
| Десна                   | 2003/04 | Вторая лига Украины | 25    | 3    | 1     | 0     |
| Десна                   | 2004/05 | Вторая лига Украины | 27    | 1    | 1     | 0     |
| Сталь (Днепродзержинск) | 2005/06 | Первая лига Украины | 30    | 3    | 2     | 0     |
| Сталь (Днепродзержинск) | 2006/07 | Первая лига Украины | 26    | 1    | 4     | 0     |
| Сталь (Днепродзержинск) | 2007/08 | Первая лига Украины | 30    | 0    | 1     | 0     |
| Севастополь             | 2008/09 | Первая лига Украины | 22    | 0    | 1     | 0     |
| Севастополь             | 2009/10 | Первая лига Украины | 26    | 1    | 1     | 0     |
| Гелиос                  | 2010/11 | Первая лига Украины | 8     | 0    |       |       |
| Всего                   | Всего   | Всего               | 281   | 17   | 14    | 0     |